# 1. Liga (Tschechien)
Die 1. česká hokejová liga (offiziell Chance Liga aufgrund von Sponsoring) ist die zweithöchste Spielklasse im tschechischen Eishockey. Die Liga, die 1993 im Zuge der Trennung Tschechiens von der Slowakei entstand, wird vom tschechischen Eishockeyverband durchgeführt. Der Sieger der Play-offs der 1. Liga ist zur Teilnahme an der Extraliga-Relegation berechtigt.

## Geschichte
Die Liga wurde 1993 gegründet, nachdem die Tschechoslowakei sich in die Tschechische Republik und die Slowakei aufspaltete. Oberhalb der 1. Liga wurde mit der Extraliga die höchste tschechische Spielklasse geschaffen, während die dritte Spielklasse, die 2. česká hokejová liga, in zwei regionalen Gruppen als Unterbau der 1. Liga eingerichtet wurde.

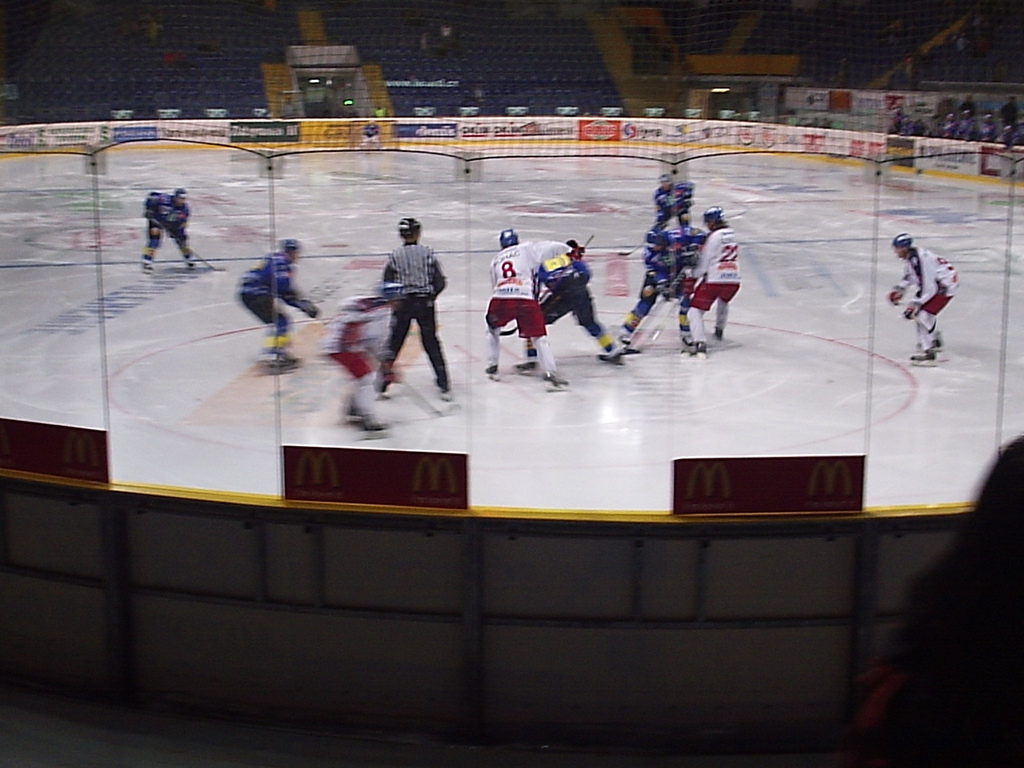
Spielszene 2006/07: HC Slovan Ústečtí Lvi – HC Sareza Ostrava

In den ersten Jahren des Bestehens bestand die Liga aus 14 Mannschaften, die in der regulären Saison 38 Spiele absolvierten und in den Playoffs zwei Mannschaften ausspielten, die an der Relegation für die Extraliga teilnehmen durften. Vor Beginn der Playoffs wurde eine Qualifikationsrunde eingeschoben, in der die Mannschaften auf den Plätzen fünf bis zwölf die Viertelfinal-Gegner für die vier erstplatzierten Mannschaften ausspielten. Die zwei letztplatzierten Mannschaften spielten hingegen eine Relegation um den Auf- bzw. Abstieg gegen die Meister der dritten Spielklasse. Schon 1994 wurde die Spielanzahl auf 40 erhöht und der Modus der Relegation geändert: Die vier besten Mannschaft der 2. Liga nahmen mit den zwei Letztplatzierten der 1. Liga an einer Relegationsrunde teil, da die Extraliga um zwei Teams aufgestockt wurde. Ein Jahr später wurden in der Relegation wieder nur zwei Plätze in der 1. Liga ausgespielt.
Ab der Saison 1996/97 wurde die Anzahl der Spiele während der regulären Saison auf 52 erhöht (je 26 Heim- und Auswärtsspiele je Mannschaft). Im Gegenzug wurden die Playoffs abgeschafft, und die zwei bestplatzierten Mannschaften qualifizierten sich direkt für die Extraliga-Relegation. Ab 1997 qualifizierte sich nur noch eine Mannschaft für die Relegation, da die Extraliga-Teams eine größere Kontinuität in der Ligazugehörigkeit anstrebten. Vor der Saison 1999/2000 wurde der Modus erneut verändert, man kehrte zu 40 Saisonspielen und dem Playoff-Modus zurück, an dem jedoch nur noch die acht besten Mannschaften der Vorrunde teilnehmen durften. Die restlichen sechs Mannschaften spielten in einer weiteren Doppelrunde (je 5 Heim- und Auswärtsspiele) die zwei Teilnehmer an der 1. Liga-Relegation aus. Ab 2001 nahmen nur noch die letzten vier Mannschaften an dieser Playdown-Serie teil, und drei Jahre später wurden die Playdowns wieder abgeschafft. dafür wurde die Anzahl der Vorrundenspiele wieder auf 52 erhöht.
In der Saison 2006/07 wurde keine Relegation in der 1. Liga durchgeführt, da die Liga auf 16 Teams aufgestockt werden sollte. Diese spielten ab 2007/08 in zwei regionalen Gruppen zunächst eine Doppelrunde mit allen Teilnehmern und dann eine weitere Doppelrunde in den regionalen Gruppen, so dass insgesamt 44 Saisonspiele absolviert wurden. Danach folgten Pre-Playoffs, in denen sich die Mannschaften auf den Plätzen drei bis sechs für die Viertelfinals qualifizieren mussten. In den Playdowns der jeweils letztplatzierten Mannschaften wurden die zwei direkten Absteiger in die 2. Liga ausgespielt.

## Teilnehmer 2017/18
| Klub                     | Stadion                           | Kapazität |
| ------------------------ | --------------------------------- | --------- |
| HC Benátky nad Jizerou   | Zimní stadion Benátky nad Jizerou | 1.500     |
| HC České Budějovice      | Budvar Aréna                      | 6.421     |
| HC Frýdek-Místek         | Hala Polárka                      | 2.060     |
| AZ Havířov               | K&K PNEU Aréna                    | 5.100     |
| SK Kadaň                 | Stadion města Kadaň               | 3.000     |
| HC Energie Karlovy Vary  | KV Arena                          | 6.000     |
| Rytíři Kladno            | ČEZ stadion Kladno                | 5.200     |
| HC Stadion Litoměřice    | Kalich aréna                      | 1.750     |
| HC Slavia Prag           | Eden Stadion                      | 5.138     |
| HC Přerov                | Zimní stadion Přerov              | 3.000     |
| LHK Jestřábi Prostějov   | Zimní Stadion Prostějov           | 5.500     |
| SK Horácká Slavia Třebíč | Zimní stadion města Třebíče       | 5.000     |
| HC Slovan Ústí nad Labem | Zlatopramen Arena                 | 6.500     |
| VHK Vsetín               | Zimní stadion Na Lapači           | 5.400     |

## Auf- und Absteiger
Die folgende Tabelle stellt sowohl die Auf- und Absteiger in bzw. aus der Extraliga, als auch die Auf- und Absteiger in die 2. Liga dar. Mannschaften, die in der Relegation den Aufstieg in die Extraliga erreichten, sind fett markiert.
| Saison    | Meister Aufsteiger in die Extraliga                                            | Meister Aufsteiger in die Extraliga                                            | Kommentar | Absteiger aus der Extraliga                | Aufsteiger aus der 2. Liga                           | Absteiger in die 2. Liga                                               |
| --------- | ------------------------------------------------------------------------------ | ------------------------------------------------------------------------------ | --- | ------------------------------------------ | ---------------------------------------------------- | ---------------------------------------------------------------------- |
| 1993/94   | HC Zbrojovka Vsetín                                                            | HC Slavia Prag                                                                 | Beide Mannschaften schaffen in der Relegationsrunde den Aufstieg in die Extraliga.                                                                                                  | HC Hradec Králové und HC Jindřichův Hradec | IHC Písek                                            | HC Přerov                                                              |
| 1994/95   | HC Kometa Brno                                                                 | TZ Třinec                                                                      | Beide Mannschaften werden im Rahmen einer Ligaaufstockung in die Extraliga aufgenommen.                                                                                             | keine                                      | HC Becherovka Karlovy Vary, HC Přerov und HC Liberec | VTJ Tábor                                                              |
| 1995/96   | HC Přerov                                                                      | HC Slezan Opava                                                                | Die Mannschaft aus Opava schaffte in der Relegation den Aufstieg in die Extraliga, während der HC Přerov am Aufstieg scheiterte.                                                    | HC Kometa Brno                             | SK Karviná                                           | HC Hradec Králové                                                      |
| 1996/97   | HC Becherovka Karlovy Vary                                                     | HC Kralupy nad Vltavou                                                         | Beide Mannschaften scheiterten in der Relegation am sportlichen Aufstieg. Später erwarb der HC Becherovka Karlovy Vary die Extraliga-Lizenz des HC Olomouc und stieg doch noch auf. | HC Olomouc                                 | HC Znojemští Orli und SK Slavia Třebíč               | HC Banik Sokolov und SK Karviná                                        |
| 1997/98   | HC Znojemští Orli                                                              | HC Znojemští Orli                                                              | Die Mannschaft aus Znojmo scheiterte in der Relegation am HC Slezan Opava | keine                                      | SK Kadaň                                             | HC Přerov                                                              |
| 1998/99   | HC Znojemští Orli                                                              | HC Znojemští Orli                                                              | Die Mannschaft aus Znojmo schaffte in der Relegation gegen den HC Dukla Jihlava den Aufstieg.                                                                                       | HC Dukla Jihlava                           | HC Šumperk                                           | HC Rebel Havlíčkův Brod                                                |
| 1999/2000 | HC Dukla Jihlava                                                               | HC Dukla Jihlava                                                               | Dukla Jihlava scheiterte in der Relegation am HC Vítkovice. | keine                                      | HC Slovan Ústí nad Labem                             | HC Jindřichův Hradec                                                   |
| 2000/01   | KLH Chomutov                                                                   | KLH Chomutov                                                                   | Der KLH Chomutov verlor die Serie gegen den letzten der Extraliga, den HC Becherovka Karlovy Vary mit 2:4.                                                                          | keine                                      | keine                                                | keine                                                                  |
| 2001/02   | Bílí Tygři Liberec                                                             | Bílí Tygři Liberec                                                             | Die Weißen Tiger aus Liberec gewannen die Relegation gegen den HC Rabat Kladno mit 4:1 und stiegen in die Extraliga auf.                                                            | HC Rabat Kladno                            | BK Mladá Boleslav und HC Hradec Králové              | HC Kometa Brno                                                         |
| 2002/03   | HC Vagnerplast Kladno                                                          | HC Vagnerplast Kladno                                                          | Ein Jahr nach dem Abstieg schaffte das Team aus Kladno den Wiederaufstieg (4:2 gegen den HC Havířov).                                                                               | HC Havířov                                 | HC Olomouc                                           | HC Hvězda Brno                                                         |
| 2003/04   | HC Dukla Jihlava                                                               | HC Dukla Jihlava                                                               | Dukla Jihlava stieg mit einem 4:0 Sweep gegen den HC České Budějovice in die Extraliga auf.                                                                                         | HC České Budějovice                        | HC Sareza Ostrava                                    | HC Prostějov                                                           |
| 2004/05   | HC České Budějovice                                                            | HC České Budějovice                                                            | Ein Jahr nach dem Abstieg realisierten die Budweiser den Wiederaufstieg mit 4:1 gegen den HC Dukla Jihlava.                                                                         | HC Dukla Jihlava                           | HC Jindřichův Hradec und HK Jestřábi Prostějov       | HC Slezan Opava und IHC Písek                                          |
| 2005/06   | HC Slovan Ústí nad Labem                                                       | HC Slovan Ústí nad Labem                                                       | Der HC Slovan scheiterte in der Relegation mit 2:4 an Vsetínská hokejová. | keiner                                     | HC Rebel Havlíčkův Brod                              | HC Jindřichův Hradec                                                   |
| 2006/07   | HC Slovan Ústí nad Labem                                                       | HC Slovan Ústí nad Labem                                                       | Da Vsetínská hokejová aus der Extraliga ausgeschlossen wurden, stieg der HC Slovan Ústí nad Labem ohne Relegationsspiele in die Extraliga auf.                                      | keiner                                     | Hokej Šumperk 2003, HC Most und HC Vrchlabí          | keine (Aufstockung)                                                    |
| 2007/08   | BK Mladá Boleslav                                                              | BK Mladá Boleslav                                                              | Der BK Mladá Boleslav schaffte mit 4:1 gegen den HC Slovan Ústečtí Lvi den erstmaligen Aufstieg in die Extraliga.                                                                   | HC Slovan Ústečtí Lvi                      | HC Chrudim und HC Benátky nad Jizerou                | Hokej Šumperk 2003, HK Jestřábi Prostějov                              |
| 2008/09   | HC Slovan Ústečtí Lvi HC Kometa Brno (Erwerb der Lizenz des HC Znojemští Orli) | HC Slovan Ústečtí Lvi HC Kometa Brno (Erwerb der Lizenz des HC Znojemští Orli) | Der HC Slovan scheiterte am letztjährigen Aufsteiger, dem BK Mladá Boleslav, in der Relegation.                                                                                     | HC Znojemští Orli Verkauf der Lizenz       | HC Tábor und Hokej Šumperk 2003                      | HC Most und HC VOKD Poruba                                             |
| 2009/10   | KLH Chomutov                                                                   | KLH Chomutov                                                                   | KLH Chomutov 1:4 in der Liga-Relegation gegen BK Mladá Boleslav | keiner                                     | HC Stadion Litoměřice, IHC KOMTERM Písek             | HC Havířov Panthers, Salith Šumperk                                    |
| 2010/11   | HC Slovan Ústečtí Lvi                                                          | HC Slovan Ústečtí Lvi                                                          | 1:4 in der Liga-Relegation gegen BK Mladá Boleslav | keiner                                     | HC Most, Salith Šumperk                              | HC Chrudim HC Vrchlabí (Verkauf der Lizenz) Orli Znojmo (Rückzug)      |
| 2011/12   | Piráti Chomutov                                                                | Piráti Chomutov                                                                | 4:3 in der Liga-Relegation gegen BK Mladá Boleslav | BK Mladá Boleslav                          | keiner                                               | keiner                                                                 |
| 2012/13   | BK Mladá Boleslav                                                              | BK Mladá Boleslav                                                              | BK Mladá Boleslav, HC Olomouc scheitern in der Liga-Relegation. Der HC VCES Hradec Králové erwirbt die Extraliga-Lizenz des HC České Budějovice und steigt in die Extraliga auf     | HC České Budějovice                        | HC AZ Havířov 2010                                   | IHC KOMTERM Písek                                                      |
| 2013/14   | BK Mladá Boleslav                                                              | BK Mladá Boleslav                                                              | BK Mladá Boleslav (Platz 1 der Relegation) und der HC Olomouc (Platz 2) steigen in die Extraliga auf                                                                                | Piráti Chomutov Rytíři Kladno              | LHK Jestřábi Prostějov                               | Medvědi Beroun 1933                                                    |
| 2014/15   | Piráti Chomutov                                                                | Piráti Chomutov                                                                | Die Piráti Chomutov steigen in die Extraliga auf | HC Slavia Prag                             | HC Zubr Přerov                                       | HC Havlíčkův Brod                                                      |
| 2015/16   | HC Dukla Jihlava                                                               | HC Dukla Jihlava                                                               | Dukla Jihlava und der HC Slavia Prag scheitern in der Liga-Relegation | keiner                                     | HC Frýdek-Místek                                     | Salith Šumperk                                                         |
| 2016/17   | ČEZ Motor České Budějovice                                                     | ČEZ Motor České Budějovice                                                     | Der HC Dukla Jihlava belegt Platz 2 in der Relegation und steigt auf | HC Energie Karlovy Vary                    | VHK Vsetín                                           | HC Most                                                                |
| 2017/18   | HC Energie Karlovy Vary                                                        | HC Energie Karlovy Vary                                                        | Karlovy Vary belegt Platz 2 in der Relegation und steigt auf | HC Dukla Jihlava                           | HC RT Torax Poruba                                   | keiner                                                                 |
| 2018/19   | ČEZ Motor České Budějovice                                                     | ČEZ Motor České Budějovice                                                     | Die Rytíři Kladno belegen Platz 2 in der Relegation und steigen auf | Piráti Chomutov                            | HC Baník Sokolov                                     | keiner                                                                 |
| 2019/20   | ČEZ Motor České Budějovice                                                     | ČEZ Motor České Budějovice                                                     | Der Meister ČEZ Motor České Budějovice steigt direkt auf. | Rytíři Kladno                              | HC Stadion Vrchlabí, SC Kolín, Draci Šumperk         |                                                                        |
| 2020/21   | Rytíři Kladno                                                                  | Rytíři Kladno                                                                  | Der Meister Rytíři Kladno steigt direkt auf. | keiner                                     | keiner                                               | keiner                                                                 |
| 2021/22   | HC Dukla Jihlava                                                               | HC Dukla Jihlava                                                               | Der HC Dukla Jihlava scheitert in der Liga-Relegation | PSG Berani Zlín                            | keiner                                               | HC Slovan Ústí nad Labem, HC Benátky nad Jizerou, AZ Havířov, SK Kadaň |